# María Inés Aguilera
María Inés Aguilera Castro (Guacarhue, Quinta de Tilcoco, 9 de septiembre de 1935-28 de enero de 2021, Valdivia) fue una profesora y política chilena, militante del Partido Demócrata Cristiano (PDC). Se desempeñó diputada de la República por Santiago entre 1965 y 1969.

## Biografía
Nació en la localidad de Guacarhue, que actualmente pertenece a la comuna de Quinta de Tilcoco, hija de Jerardo Noé Aguilera Núñez y María Castro Horta.
Realizó sus estudios primarios en la escuela de su pueblo natal, entre 1944 y 1950, y los secundarios en el Liceo N.°2 de Niñas de Santiago, entre 1950 y 1955, y en jornada nocturna en el Liceo Federico Hanssen, en 1956. Finalizada su etapa escolar, ingresó al Colegio Comercial Manuel Rodríguez, donde estudió desde 1957 a 1958.
Se casó con Eddie Pinto y tuvo tres hijos.
En el ámbito laboral, se desempeñó como profesora en la Escuela Rural de Valdivia de Paine, entre 1958 y 1959. También se dedicó a las labores agrícolas.

## Carrera política

### Inicios (1956-1964)
Inició sus actividades políticas al integrarse a la Falange Nacional en 1956, el cual se transformó al año siguiente en el Partido Demócrata Cristiano (PDC), donde colaboró en la organización y fundación del Centro Campesino de esta colectividad política en Guacarhue, pasando a ser directora femenina y dirigente poblacional. Posteriormente, dentro del partido, desempeñó el cargo de secretaria comunal y asesora poblacional de Lo Valledor Norte y fue presidenta de la Novena Comuna del Partido Demócrata Cristiano. Más adelante, llegó a ser presidenta femenina del partido y presidenta del Comando Unido Credo Católico.
Fue secretaria de la regidora de Santiago Irene Frei entre 1963 y 1964. Luego fue presidenta de las fuerzas de apoyo al candidato del PDC Eduardo Frei Montalva —hermano de Irene Frei— para la elección presidencial de 1964, en donde aquel resultó vencedor.

### Diputada (1965-1969)
Se presentó como candidata a diputada por el Primer Distrito de la Séptima Agrupación Departamental de Santiago en las elecciones parlamentarias de 1965. Obtuvo 4.812 votos, lo que le permitió ser elegida para el período 1965 a 1969.
En su quehacer parlamentario integró la Comisión Permanente de Educación Pública y la de Vías y Obras Públicas. Fue una de las parlamentarias que, junto al presidente de la Cámara de Diputados Hugo Ballesteros Reyes, se presentó en El Salvador el 14 de marzo de 1966 para entregar su condolencia a los familiares de los ocho trabajadores de ese mineral asesinados por oficiales de Carabineros tres días antes. Ese mismo mes integró la "Comisión Especial Investigadora de Sucesos Ocurridos en el Mineral El Salvador", la cual concluyó que el actuar de la policía se ajustó a la ley. Dicho tema la motivó a presentar una moción que beneficiara a los deudos de las víctimas fatales y a los heridos en la masacre, que se convirtió en la Ley N.° 16.988 del 23 de octubre de 1968.
Otro de sus proyectos de ley fue uno relativo a la creación de jardines infantiles para cuidar a los hijos de madres trabajadoras, y que, luego de ser fusionado con un segundo proyecto similar patrocinado por el Departamento Femenino de la Central Única de Trabajadores (CUT) —entonces dirigido por Mireya Baltra— y presentado por las diputadas comunistas Gladys Marín y María Maluenda, se convirtió en la Ley N.° 17.301 del 22 de abril de 1970, que creó la Junta Nacional de Jardines Infantiles (JUNJI).

Este proyecto es un homenaje de las mujeres de este Parlamento a la madre trabajadora, a la madre que sufre y espera. Esta es nuestra respuesta: les entregamos este proyecto que, si bien es cierto no es lo que hubiéramos querido, por lo menos reconocemos honestamente que constituye un gran avance, puesto que los hijos de las mujeres que salen a trabajar ahora podrán tener un segundo hogar donde quedarse.
María Inés Aguilera, 29 de abril de 1969.

Se repostuló al cargo en las elecciones parlamentarias de 1969, pero no resultó elegida.